# Хошсупаљи
Хошсупаљи (мађ. Hosszúpályi) град је у Мађарској. Хошсупаљи је један од градова у оквиру жупаније Хајду-Бихар.

## Географско положај
Покрива површину од 69,47 km2 (27 sq mi) и има популацију од 5.662 људи. Овде се налазе основна школа, полицијска станица, ординација и стоматолошка ординација. У прошлости је пољопривреда била главни сектор, али је у опадању.
Налази се у југоисточном делу округа, 18 километара од Дебрецина.
Непосредна суседна насеља су: Дебрецин са севера, Моношторпаљи са истока, Почај са југоистока, Естар са југа, Коњар са југозапада, Хајдубагош са запада а такође Хајдубагош са северозапада.

## Историја
Село се у писаним изворима први пут појављује 1219. године. Помиње се у „Варади регеструму” као власништво господина Ердеа из породице Акош. Крајем 13. века територија села је раздељена његовим потомцима и њиховим пријатељима из разреда: Шаламону и Денешу.
На основу акта написаног 1415. године, Хошсупаљи је дошао у посед породице Алмошди Чире. Године 1552, породице Перушич и Ердехеђи биле су земљопоседници у области. У то време насеље је имало 43 кметске парцеле.
Године 1621. Жигмонд Одонфи се већ помиње као власник у изворима. Постојање реформисане конгрегације у насељу може се потврдити од овог датума.
Услед турског разарања скоро је потпуно опустошен, остало је само 6 породица. Поново је насељен тек у 18. веку. У 1732. години породице Дитрихштајн, Дравецки, Хорват, Шимони, Мишколци и Чомакози су били власници територије села.
Римокатоличка црква је реорганизована 1734. године, црквене књиге су доступне од 1744. године. Гркокатоличка црквена општина основана је 1768. године. Крајем 18. века гр. Штернберг, Породице Зичи, Тихании, Бернат, Калотај, Сартори и Фаркаш су делиле власништво над земљом.

## Становништво
Године 2001. 83% становништва насеља се изјаснило као Мађари, 17% Роми.
Током пописа 2011, 91,7% становника се изјаснило као Мађари, 17,2% као Роми, 0,2% као Немци и 0,6% као Румуни (8,1% се није изјаснило, због двојног идентитета, укупан број већи може бити на 100 %). 
Верска дистрибуција је била следећа: римокатолици 12,6%, реформатори 43,4%, гркокатолици 2,8%, неденоминациони 22,3% (16,9% није одговорило).